# Gymnomitrion
Gymnomitrion ist eine Gattung von Lebermoosen aus der Familie Gymnomitriaceae.

## Merkmale
Die kätzchenförmigen oder wurmförmigen Pflanzen sind dicht dachziegelig beblättert. Die Flankenblätter sind hohl und durch einen kurzen Einschnitt zweilappig. Unterblätter fehlen. Die Geschlechterverteilung ist diözisch. Ein Perianth fehlt meist oder ist stark reduziert. Archegonien werden von einem Hüllgewebe (Perigynium) umgeben, das vom Stämmchen gebildet wird.

## Systematik
In der Gattung Gymnomitrion gibt es weltweit rund 30 Arten.
In Europa sind die folgenden Arten vertreten:
- Gymnomitrion adustum, Synonym Marsupella adusta
- Gymnomitrion alpinum, Synonym Marsupella alpina
- Gymnomitrion brevissimum, Synonym Marsupella brevissima
- Gymnomitrion commutatum, Synonym Marsupella commutata
- Gymnomitrion concinnatum
- Gymnomitrion corallioides
- Gymnomitrion crenulatum
- Gymnomitrion obtusum
- Gymnomitrion revolutum, Synonym Apomarsupella revoluta, Marsupella revoluta